# Étroussat
 Étroussat  là một xã ở tỉnh Allier thuộc miền trung nước Pháp.